# Rio Periá
O rio Periá é um curso d'água localizado no Maranhão.
Representa a menor bacia hidrográfica do estado, ocupando uma área total de 5.395,37 km², o equivalente a aproximadamente 1,62% da área total do Maranhão. Limita-se com as bacias dos rios Preguiças e Munim.
Percorre uma extensão de 80 km e sua bacia abrange os municípios de Primeira Cruz, Humberto de Campos e Santo Amaro, dentre outros. Seus principais afluentes são os rios Bacaba e da Ribeira.
Ocupa o bioma do cerrado e encontra-se inserido na Área de Proteção Ambiental Upaon-Açu-Miritiba-Preguiças e da Reserva Extrativista Baía do Tubarão. Sua foz apresenta uma vegetação de mangue.
O rio Periá é conhecido na região por seu alto índice de mortes no local, a maioria turistas vindos de outros municípios, principalmente São Luís. Acredita-se que a falta de informação aos visitantes é a principal causa. Populares dizem que a densidade das águas e das areias torna difícil o nadador se locomover no rio, enquanto outros dizem que o rio é cheio de encantarias, sereias etc. Outra teoria afirma que, no fundo do rio, existe um buraco que quando entra em contato com a correnteza cria um efeito espiral dando origem a um redemoinho que suga os banhistas para o fundo.